# تشيكاكو فوشيمي
تشيكاكو فوشيمي (باليابانية: 伏見知何子؛ بالكانا: ふしみ ちかこ) هي متزلجة يابانية، ولدت في 21 يونيو 1974 في أوساكا في اليابان.

## وصلات خارجية
- تشيكاكو فوشيمي على موقع الاتحاد الدولي للتزلج (ركوب لوح الثلج) (الإنجليزية)
- تشيكاكو فوشيمي على موقع أوليمبيديا (الإنجليزية)